# Санта-Моніка (Техас)
Санта-Моніка (англ. Santa Monica) — переписна місцевість (CDP) в США, в окрузі Вілласі штату Техас. Населення — 86 осіб (2020).

## Географія
Санта-Моніка розташована за координатами 26°22′10″ пн. ш. 97°35′20″ зх. д. / 26.36944° пн. ш. 97.58889° зх. д. (26.369439, -97.588931).  За даними Бюро перепису населення США в 2010 році переписна місцевість мала площу 2,57 км², з яких 2,57 км² — суходіл та 0,00 км² — водойми.

## Демографія
Згідно з переписом 2010 року, у переписній місцевості мешкали 83 особи в 31 домогосподарстві у складі 23 родин. Густота населення становила 32 особи/км².  Було 35 помешкань (14/км²).
Расовий склад населення:
| - 92,8 % — білих - 4,8 % — осіб інших рас |

До двох чи більше рас належало 2,4 %. Частка іспаномовних становила 84,3 % від усіх жителів.
За віковим діапазоном населення розподілялося таким чином: 19,3 % — особи молодші 18 років, 67,4 % — особи у віці 18—64 років, 13,3 % — особи у віці 65 років та старші. Медіана віку мешканця становила 38,8 року. На 100 осіб жіночої статі у переписній місцевості припадало 84,4 чоловіків;  на 100 жінок у віці від 18 років та старших — 81,1 чоловіків також старших 18 років.
За межею бідності перебувало 47,8 % осіб, у тому числі 0,0 % дітей у віці до 18 років та 0,0 % осіб у віці 65 років та старших.
Цивільне працевлаштоване населення становило 11 осіб. Основні галузі зайнятості: освіта, охорона здоров'я та соціальна допомога — 63,6 %, сільське господарство, лісництво, риболовля — 36,4 %.